# Nicola Di Francescantonio
Nicola Di Francescantonio (* 21. Oktober 1951 in Genua) ist ein italienischer Filmregisseur.

## Leben
Di Francescantonio arbeitete in seiner Heimatstadt als Kameramann bei der RAI und interpretierte eine kleine Rolle für Dino Risi. Mit der Hilfe staatlicher Finanzierung nach Art. 28 konnte er im selben Jahr, 1988, seinen Debütfilm vorlegen. Piccole stelle war jedoch kein Erfolg beschieden.
Ein Projekt in Kolumbien in den 1990er Jahren wurde nicht realisiert, so dass Di Francescantonio erst 2000 erneut im Kino vertreten war. Den Science-Fiction-Film Proibito baciare, wieder nach eigenem Drehbuch entstanden, ereilte jedoch das Schicksal seines Vorgängers.
Ein neuer Film war im Februar 2011 in Planung.

## Filmografie
- 1988: Piccole stelle
- 2000: Proibito baciare